# Dębolesie
Dębolesie – uroczysko-dawna miejscowość, w Polsce, w województwie zachodniopomorskim, w powiecie goleniowskim, w gminie Goleniów.
Obecnie obszar całkowicie niezamieszkany. W miejscu dawnego Dębolesia znajdują się resztki dawnego osadnictwa. Okolice Dębolesia to łąki, pola oraz liczne kanały i strumienie. W pobliżu miejscowości przepływa Kanał Komarowski, Kanał Klińcz i Rzeczny Rów. 

## Historia
Przed 1945 r. wieś należała do Niemiec, w prowincji Pomorze, w rejencji szczecińskiej, w powiecie Naugard (do 1939 w powiecie Randow). Wieś została zniszczona pod koniec II wojny światowej.
Do 1945 r. poprzednią niemiecką nazwą osady była Rüchelshof. W 1948 r. ustalono urzędowo polską nazwę osady Dębolesie.